# Scablands

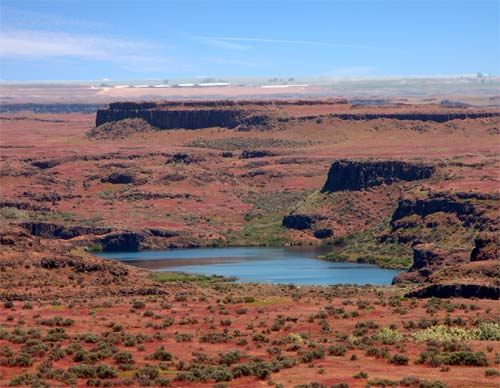
Drum-Heller-Channels in de Scablands

De Scablands is een gebied in het noordwesten van Amerika in het oosten van de staat Washington. Het landschap staat bekend als verweerd en als de droge watervallen. Het heeft gigantische gaten, krasmarkeringen in het gesteente en ribbels over een afstand van wel een kilometer die enorm veel groter zijn dan bij normale rivieren. Verspreid over het gebied liggen honderden granieten keien van elk een ton.
De geoloog J. Harlen Bretz beweerde in de jaren '20 dat dit landschap in één klap is ontstaan door een gigantische vloedgolf. Door collega wetenschappers werd hij gezien als 'afvallige', Bretz had dan ook geen verklaring waar deze vloedgolven vandaan zouden moeten komen.
In 1925 suggereerde J.T. Pardee dat de vloedgolf te verklaren zou kunnen zijn door een groot gletsjermeer dat plotseling leeg liep. In de loop van 30 jaar verzamelde en analyseerde Pardee bewijsmateriaal en kwam tot de conclusie dat het Missoulameer de bron van de vloedgolf was en het landschap van de scablands heeft gecreëerd.
In 1970 werd deze theorie bevestigd in een open hydraulisch kanaal en kreeg daarmee een erkende basis.
De theorieën van Pardee en Bretz werden pas decennia later goedgekeurd na nauwgezet onderzoek en hevig wetenschappelijk debat. Het is opmerkelijk dat veel van de meest mondige critici van Bretz en Pardee nooit de Scablands met hun eigen ogen hebben bestudeerd. In 1979 ontving Bretz de hoogste onderscheiding van de Geological Society of America, de Penrosemedaille, als erkenning dat hij een van de grote ideeën in de aardwetenschappen had ontwikkeld.